# Reformierte Kirche (Buda)

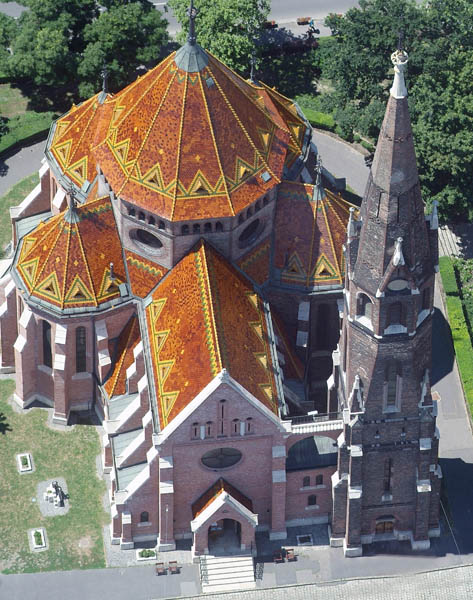
Schrägluftansicht der ungewöhnlichen Kirche

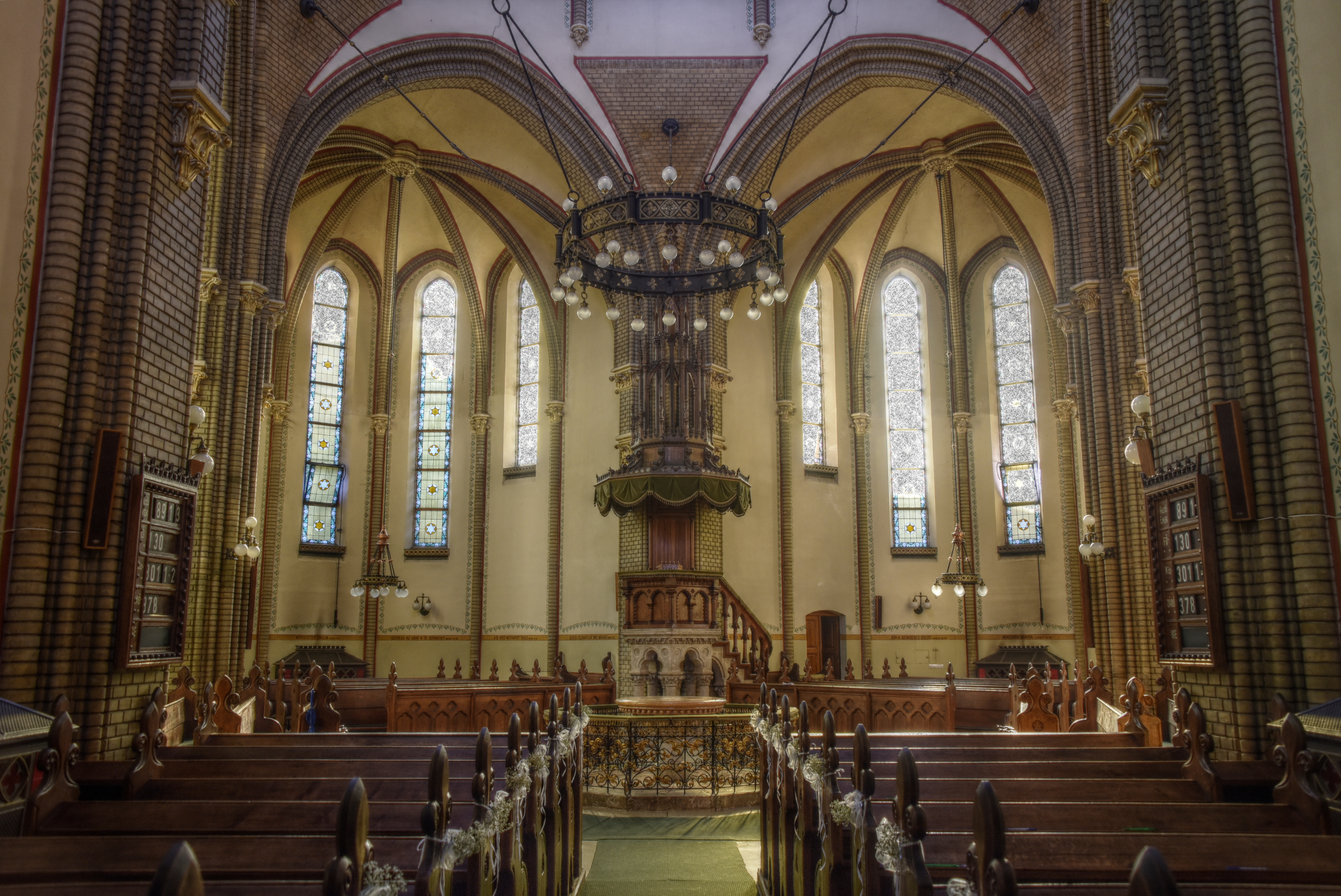
Der Innenraum der Kirche mit zentraler Kanzel

Die Reformierte Kirche in Buda (am Dezső-Szilágyi-Platz; ungarisch Szilágyi Dezső téri református templom) ist ein reformierter Sakralbau der Neugotik im Stadtteil Buda in Budapest.

## Baugeschichte
Die Kirche wurde ab den 1880er Jahren von der reformierten Gemeinde Buda geplant. In den Jahren 1893 bis 1896 konnte das Bauwerk nach Plänen des ungarischen Architekten Samu Pecz errichtet werden. Er zeichnete auch für die Gestaltung der Inneneinrichtung verantwortlich.

## Lage
Die Kirche befindet sich in dominanter und das Stadtbild prägender Lage am Donauufer von Buda. Oberhalb befindet sich der Hügel mit der Matthiaskirche und der Fischerbastei, deren heutige neugotische und neuromanische Gestalt wesentlich auf Samu Pecz' Lehrer Frigyes Schulek zurückgeht. Auf der gegenüberliegenden Seite der Donau erhebt sich etwa versetzt das markanteste neugotische Bauwerk der Stadt, das Parlament von Imre Steindl.

## Baubeschreibung
Der Außenbau der Kirche ist in schlichten neugotischen Formen gehalten. Markant sind die zentrale dodekagonale Kuppel und der schlanke, 62 m hohe Kirchturm mit steinernem Turmhelm. Neben Naturstein wurde günstiger Klinkerstein für den Bau verwendet.
Bemerkenswert ist die einmalige Grundrissform der Kirche. Der einschiffige Kirchenraum läuft auf den dodekagonalen Kuppelraum zu, an den auf vier Seiten Chorkapellen anschließen. Der Grundriss ist offensichtlich vom mittelalterlichen Konchenbauten inspiriert. Ungewöhnlich ist vor allem, dass die Hauptachse der Kirche nicht auf einen Chorraum zuläuft, sondern auf einen Pfeiler zwischen zwei lateral von der Hauptachse nach außen führende Chorkapellen. An diesem Pfeiler ist die Kanzel angebracht, die also dem reformierten Anspruch gemäß als prominent platziertes und gut sichtbares liturgisches Zentrum erscheint, jedoch durch die ungewöhnliche Grundrissform auf einmalige Weise. Das zweite liturgische Zentrum, der Taufstein und Abendmahlstisch, erhielt seinen Platz unmittelbar vor der Kanzel im Mittelpunkt der Kuppel. Diese Stellung innerhalb des polygonalen Kuppelraum erinnert an spätantike und mittelalterliche Baptisterien, verdeutlicht aber zugleich die besondere Stellung von Taufe und Abendmahl als Gemeinschaftsfeiern in der reformierten Tradition.
Auf der Rückempore befindet sich die Orgel mit einem neugotischen Prospekt.

## Galerie

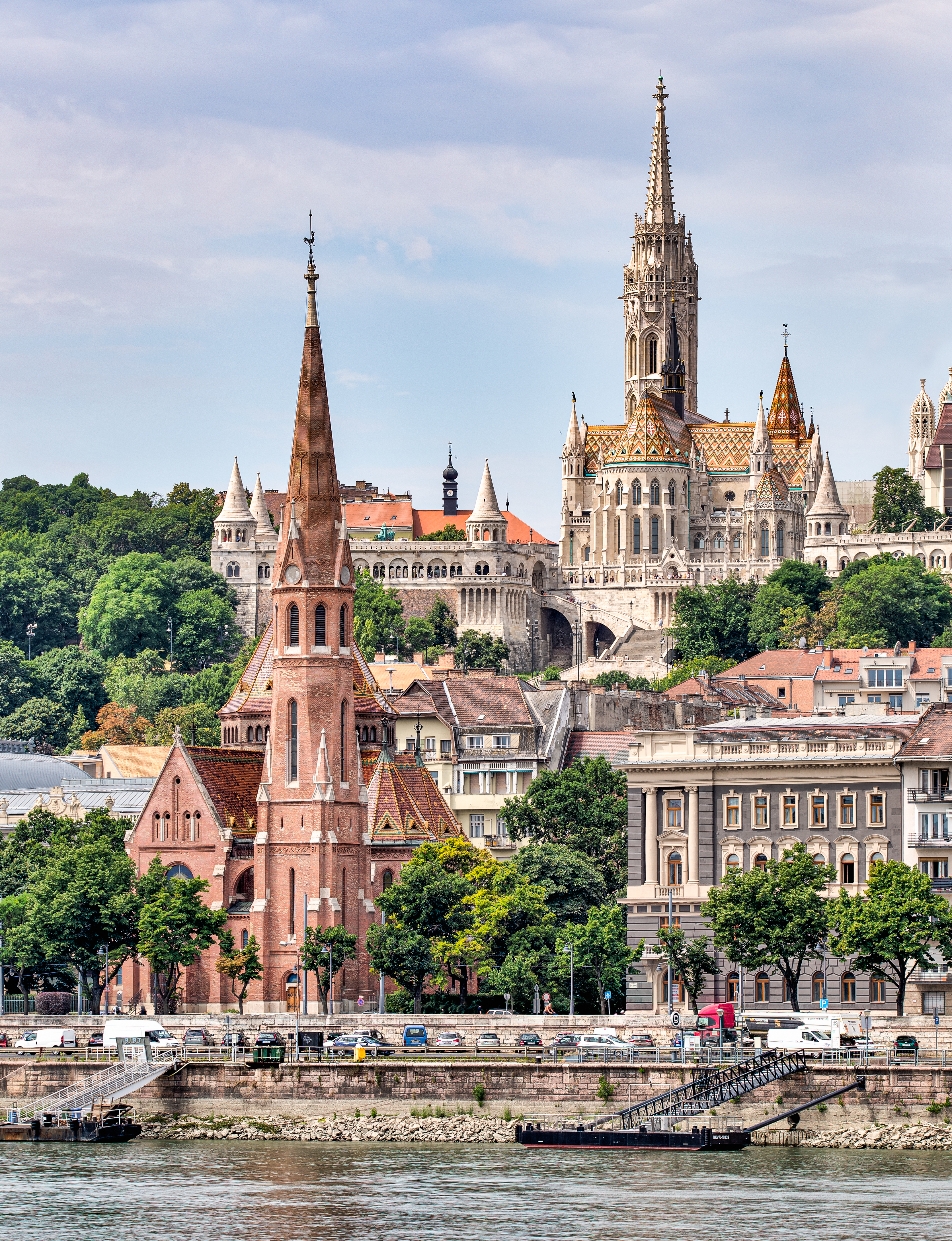
Die Kirche (links) am Fuße der ungleich bekannteren Matthiaskirche
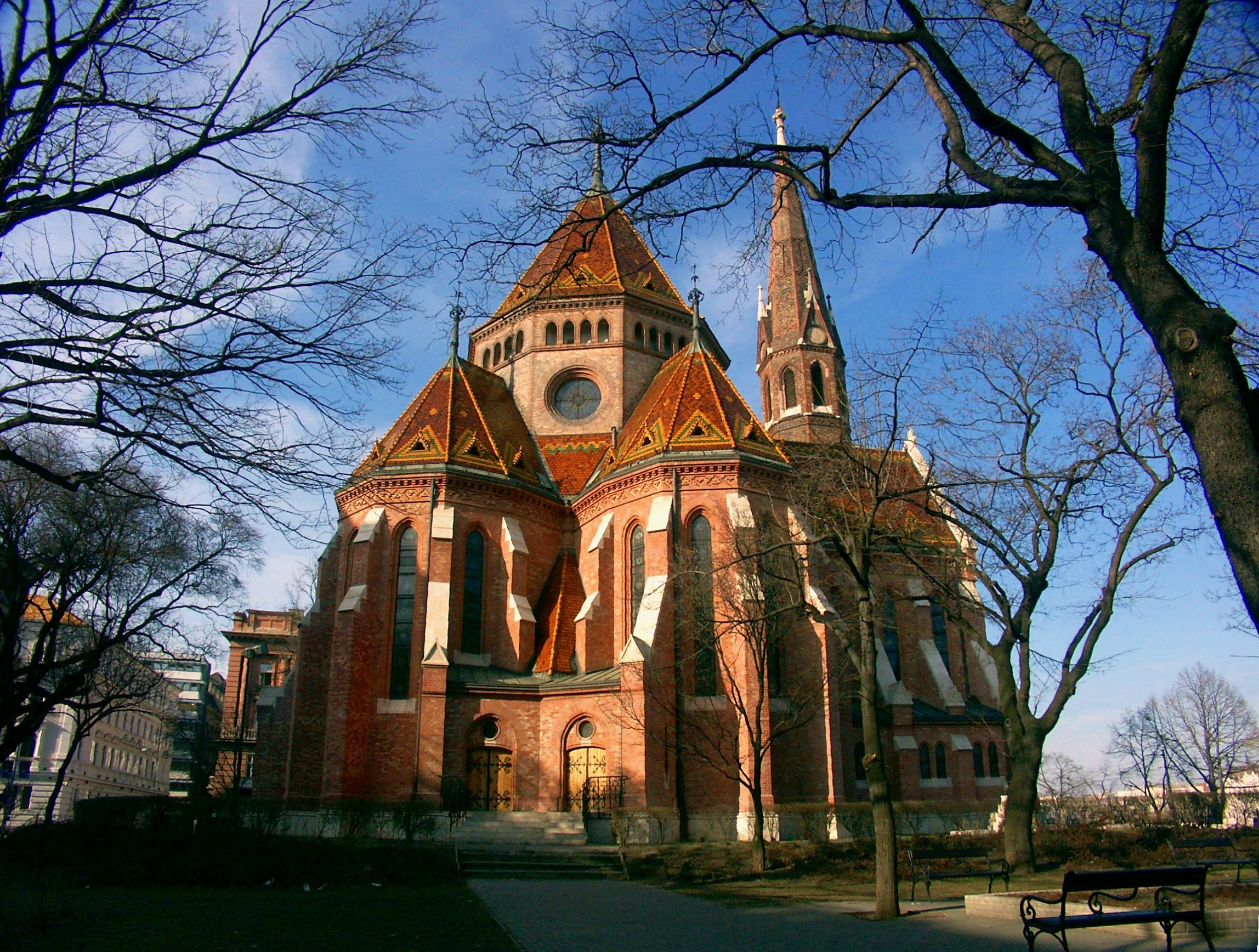
Chorseite der Kirche
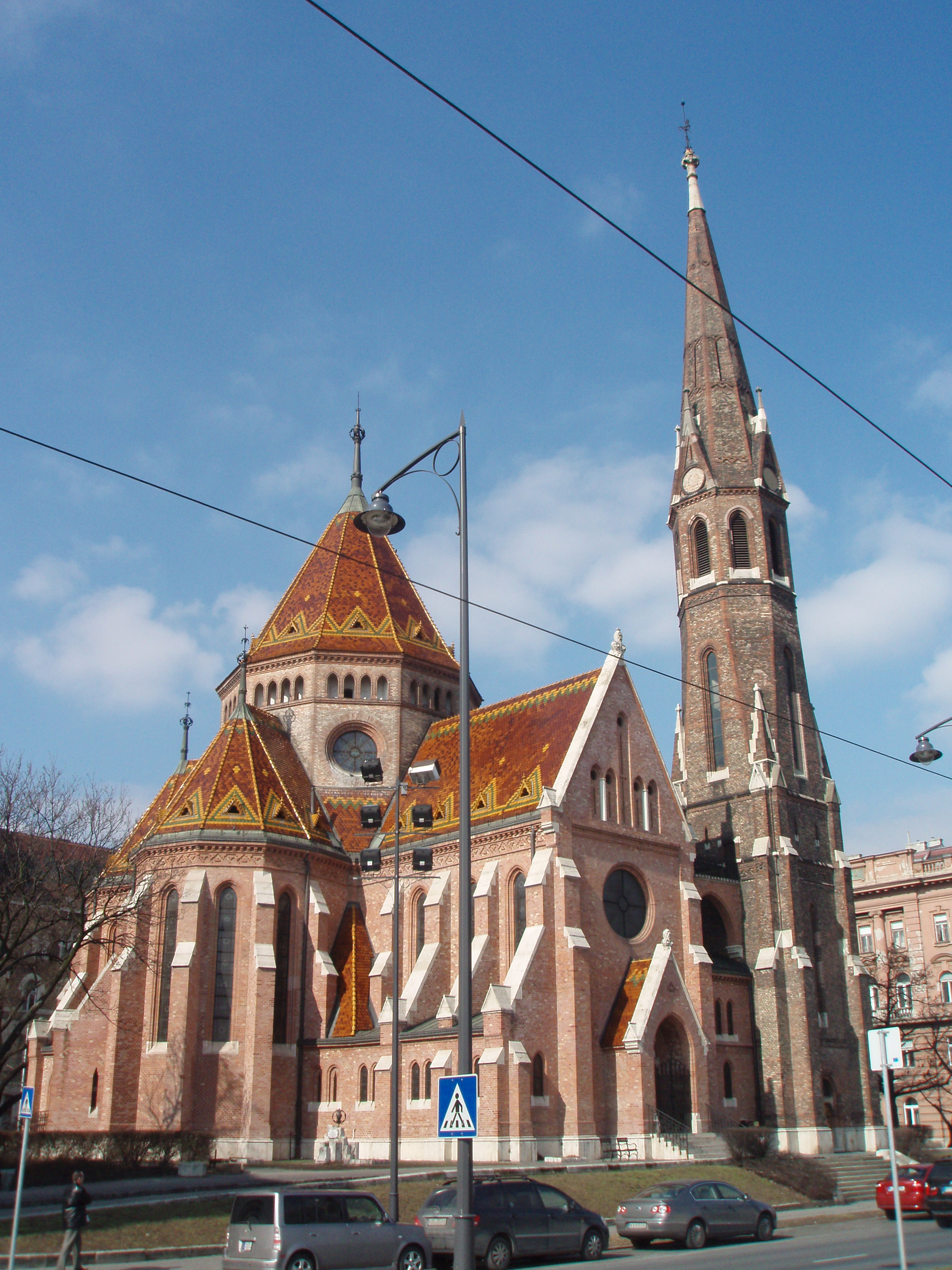
Frontseite der Kirche
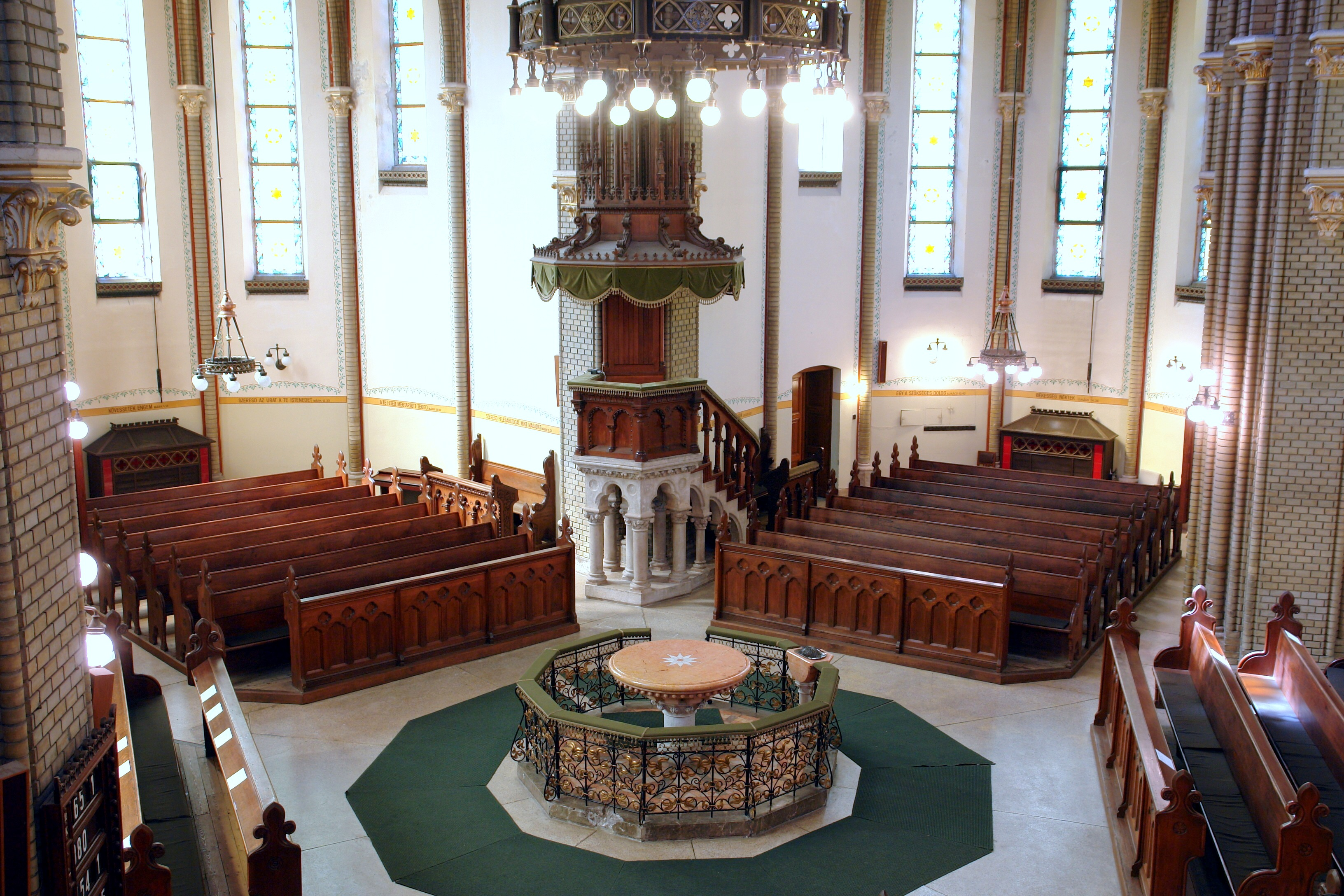
Kanzel und Taufstein bilden das räumliche und liturgische Zentrum
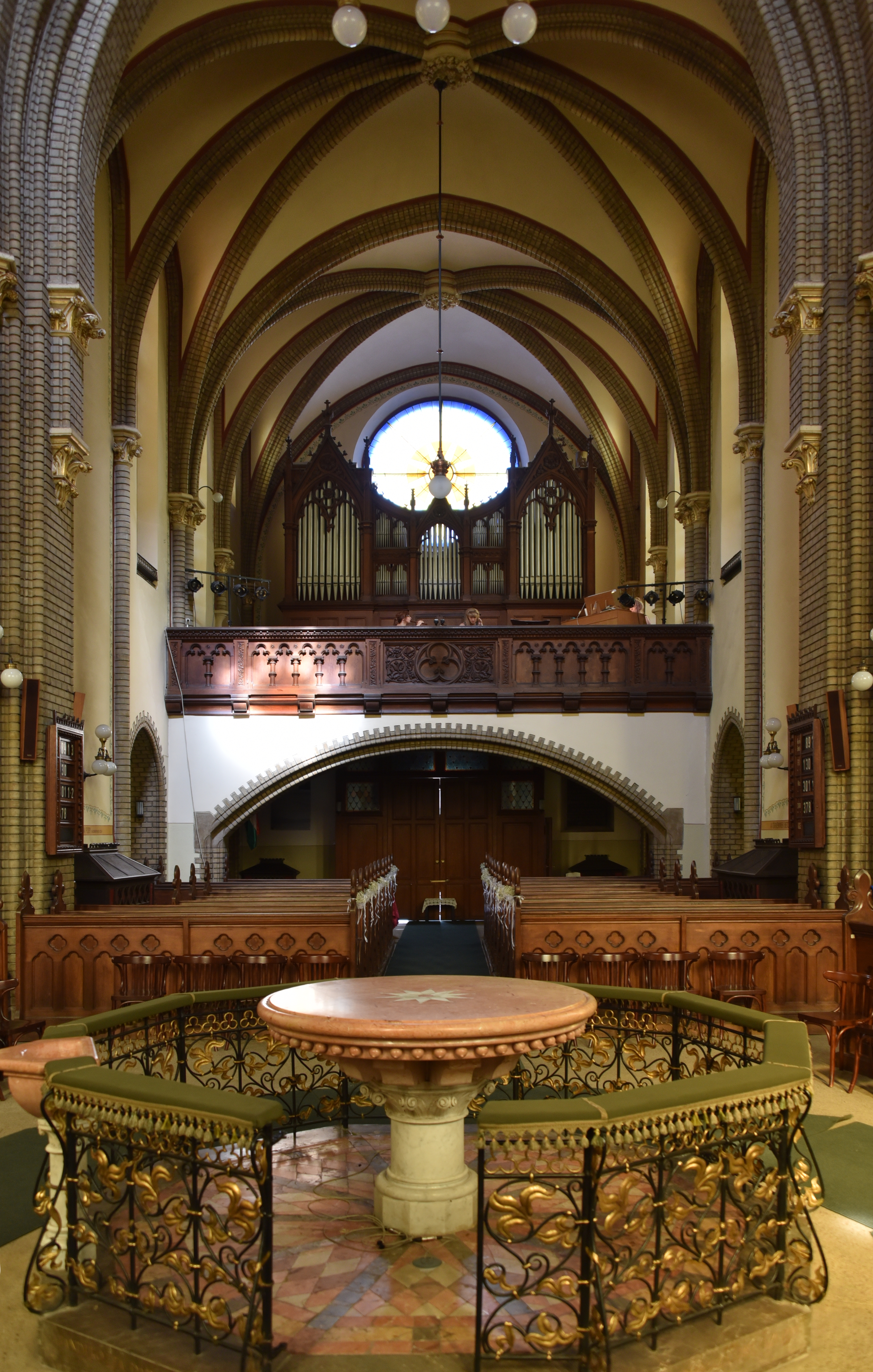
Kirchenschiff mit Orgelempore
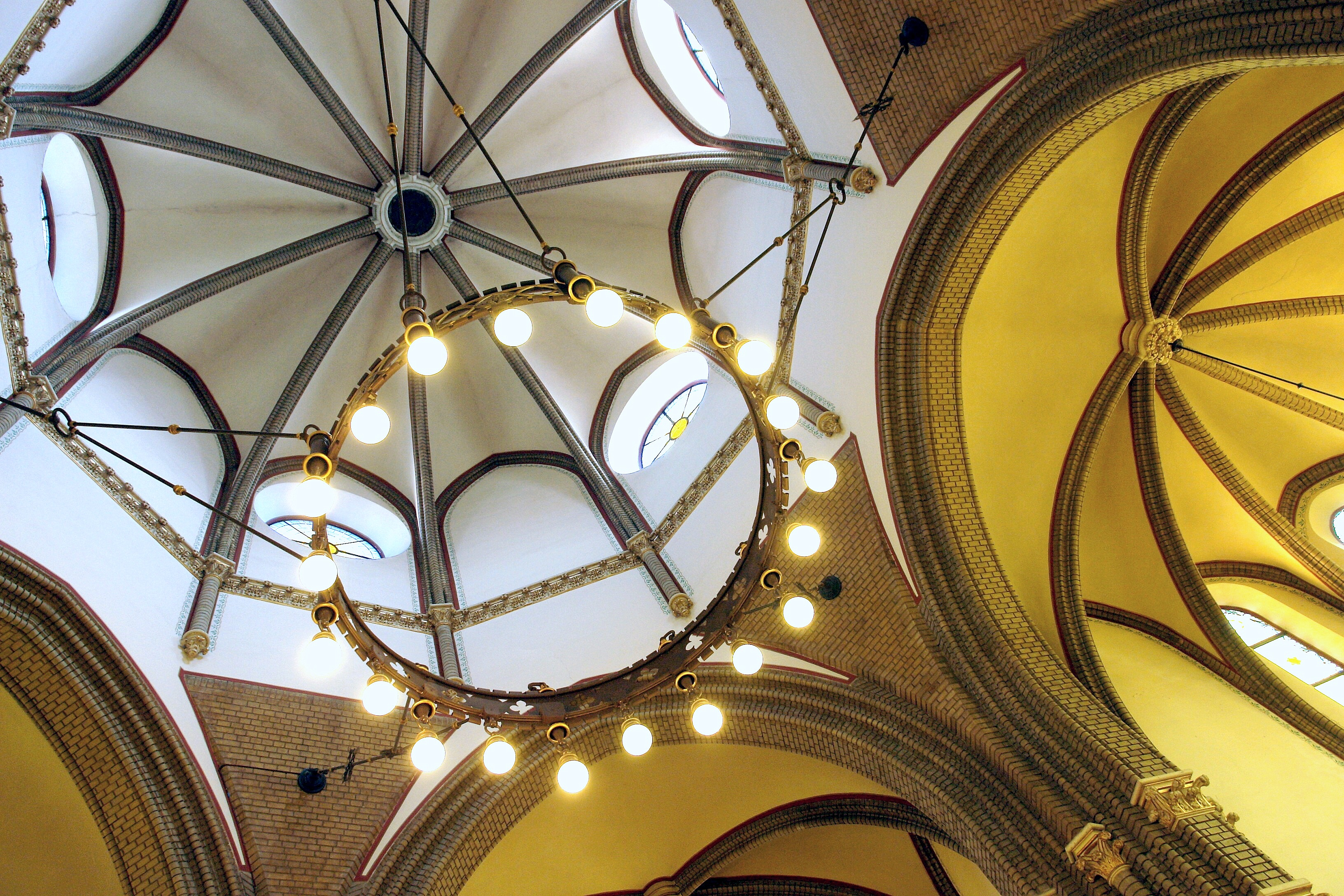
Blick in den Kuppelraum